# Rychvald
Rychvald är en stad i Tjeckien. Den ligger i den östra delen av landet, 280 km öster om huvudstaden Prag. Rychvald ligger 228 meter över havet och antalet invånare är 6 771.
Terrängen runt Rychvald är platt. Runt Rychvald är det mycket tätbefolkat, med 1 266 invånare per kvadratkilometer. Närmaste större samhälle är Ostrava, 7,6 km sydväst om Rychvald. Runt Rychvald är det i huvudsak tätbebyggt.